# Matteo Miska

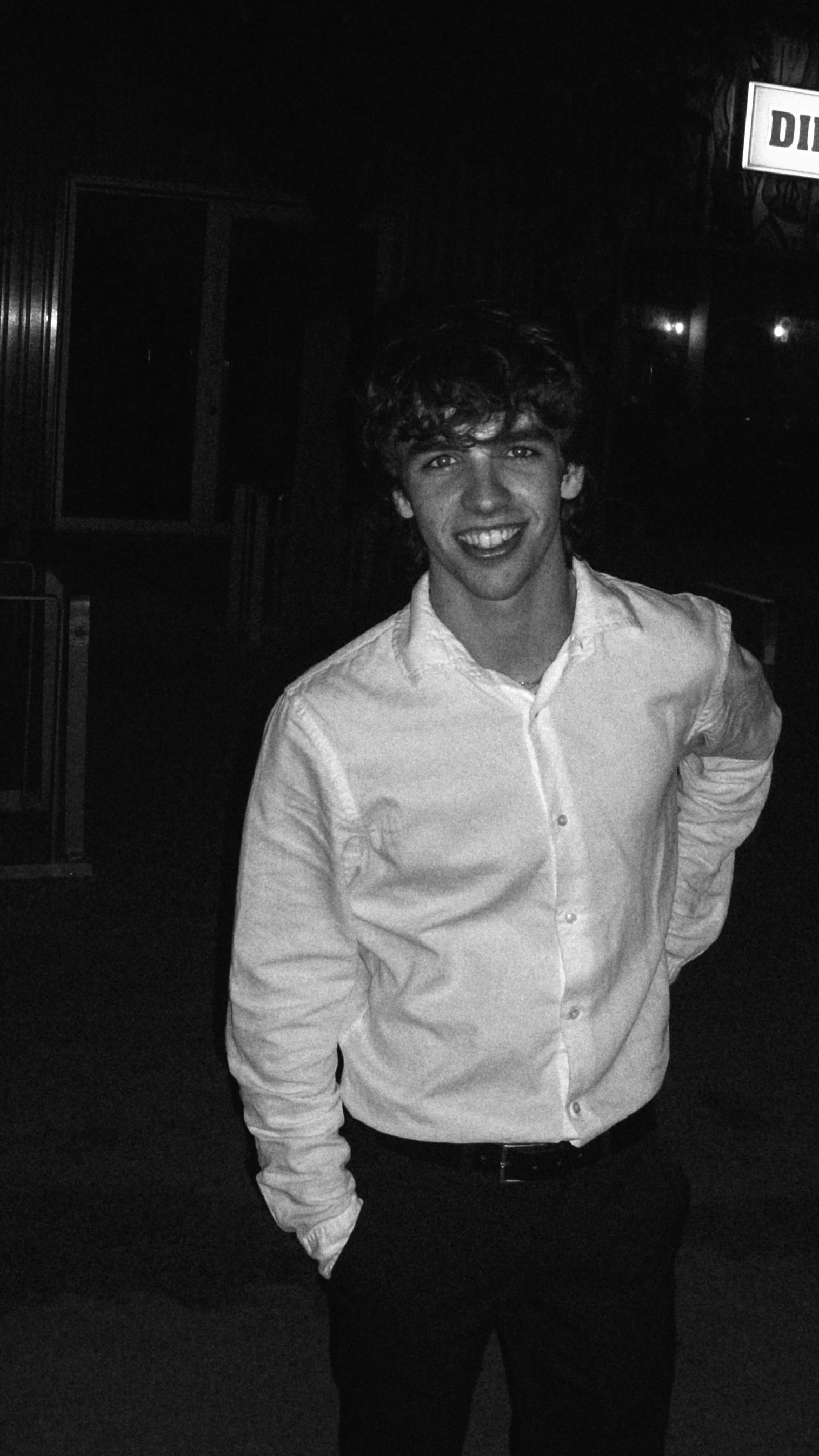
Matteo Miska (2024)

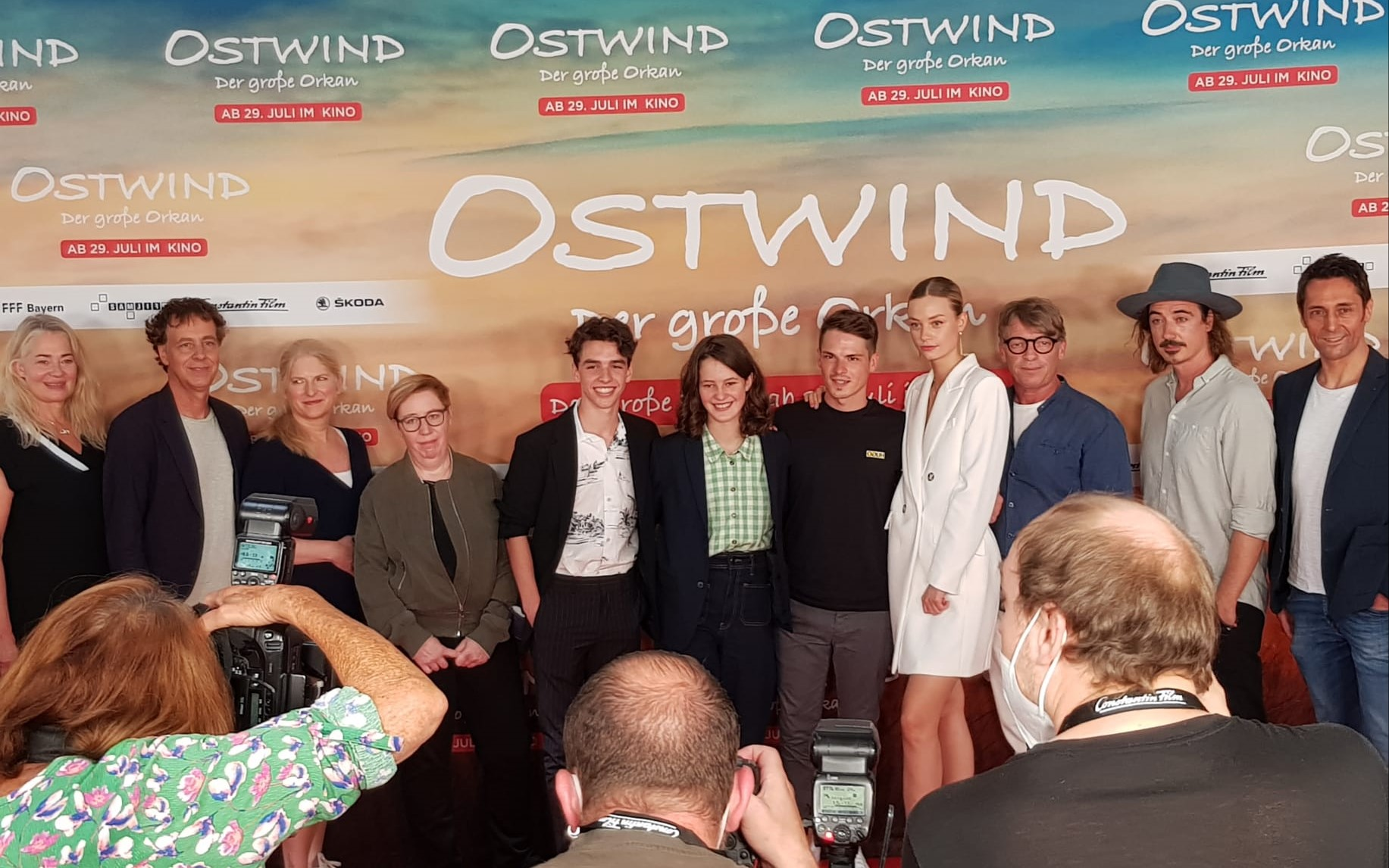
Matteo Miska (2021, Fünfter von links)

Mika Matteo Miska (* 17. Dezember 2005 in München) ist ein deutscher Schauspieler.

## Leben
Als Grundschüler war Miska Kinderreporter und -moderator beim Radio Südpolshow 92,4. In dem Spielfilm Ostwind – Der große Orkan (2021) spielte er die Hauptrolle des Zirkusjungen Carlo. Er wirkte in dem Film Die Saat mit der auf der Berlinale 2021 Premiere hatte. Im Winter 2021 stand Matteo Miska für eine der Hauptrollen im Finale der 15. Staffel der Serie Der Bergdoktor vor der Kamera.

## Filmografie
- 2021: Ostwind – Der große Orkan
- 2021: Die Saat
- 2022: Der Bergdoktor – Was bleibt (Staffel 15, Folge 7)